# Roosevelt « Booba » Barnes
Pour les articles homonymes, voir Barnes et Booba (homonymie).
Ne doit pas être confondu avec Booba.
Roosevelt « Booba » Barnes (né à Longwood, Mississippi, le 25 septembre 1936 et mort à Chicago (Illinois) le 2 avril 1996) est un chanteur, guitariste et harmoniciste américain de blues.

## Discographie
- Heart-broken man (Rooster blues).